# فنسنت تايلور
فنسنت تايلور (بالإنجليزية: Chris Donald)‏ هو عازف قيثارة أمريكي، ولد في 1949، وتوفي في 1974 في فرجينيا في الولايات المتحدة.